# Ayuntamiento de Liverpool
El Ayuntamiento de Liverpool es el órgano de gobierno de la ciudad de Liverpool en Merseyside, Inglaterra. Se compone de 90 concejales, tres para cada una de las 30 salas de la ciudad. El Concejo está actualmente controlado por el Partido del Trabajo y está dirigido por Joe Anderson.

## Alcalde
El alcalde de Liverpool es el primer ciudadano y representante elegido de la ciudad, que actúa como punto focal para la comunidad, así como la promoción de la ciudad. Las principales responsabilidades del alcalde incluye la reunión delegados de las ciudades hermanas, presidir las reuniones del consejo y representación de la ciudad. El alcalde de Liverpool elegido por el consejo en pleno en su Asamblea General Anual que se celebra cada mayo, y sirven por un término de un año. El actual alcalde de  Liverpool, es Liam Robinson.

## Consejos locales
| 1. Allerton & Hunts Cross 2. Anfield 3. Belle Vale 4. Central 5. Childwall 6. Church 7. Clubmoor 8. County 9. Cressington 10. Croxteth 11. Everton 12. Fazakerley 13. Greenbank 14. Kensington & Fairfield 15. Kirkdale |  |  |  |  | 1. Knotty Ash 2. Mossley Hill 3. Norris Green 4. Old Swan 5. Picton 6. Princes Park 7. Riverside 8. Speke Garston 9. St Michaels 10. Tuebrook & Stoneycroft 11. Warbreck 12. Wavertree 13. West Derby 14. Woolton 15. Yew Tree |

- Datos: Q6658351
- Multimedia: Liverpool City Council / Q6658351